# HD 25723
HD 25723，又名BD-13 806，SAO 149351、HR 1265，是一颗恒星，视星等为5.61，位于銀經205.17，銀緯-42.77，其B1900.0坐标为赤經3h 59m 41.9s，赤緯-13° -42.77′ 1″。